# 劍橋 (密蘇里州)
劍橋（英語：Cambridge）是位於美國密蘇里州薩林縣的鬼鎮。

## 歷史
劍橋的郵局於1845年設立，其後於1903年停運。

## 地理
劍橋所處的海拔為高於海平面210米（即689英呎），而該地所採用的時區為UTC-6，即北美中部時區（CST）。同時該地設有夏令時間，為UTC-6調快一小時，即UTC-5（CDT）。